# Музоне (Мачерата)
Музоне (итал. Musone) насеље је у Италији у округу Мачерата, региону Марке.
Према процени из 2011. у насељу је живело 505 становника. Насеље се налази на надморској висини од 15 м.